# Bouchain (bateau)
Pour les articles homonymes, voir Bouchain.

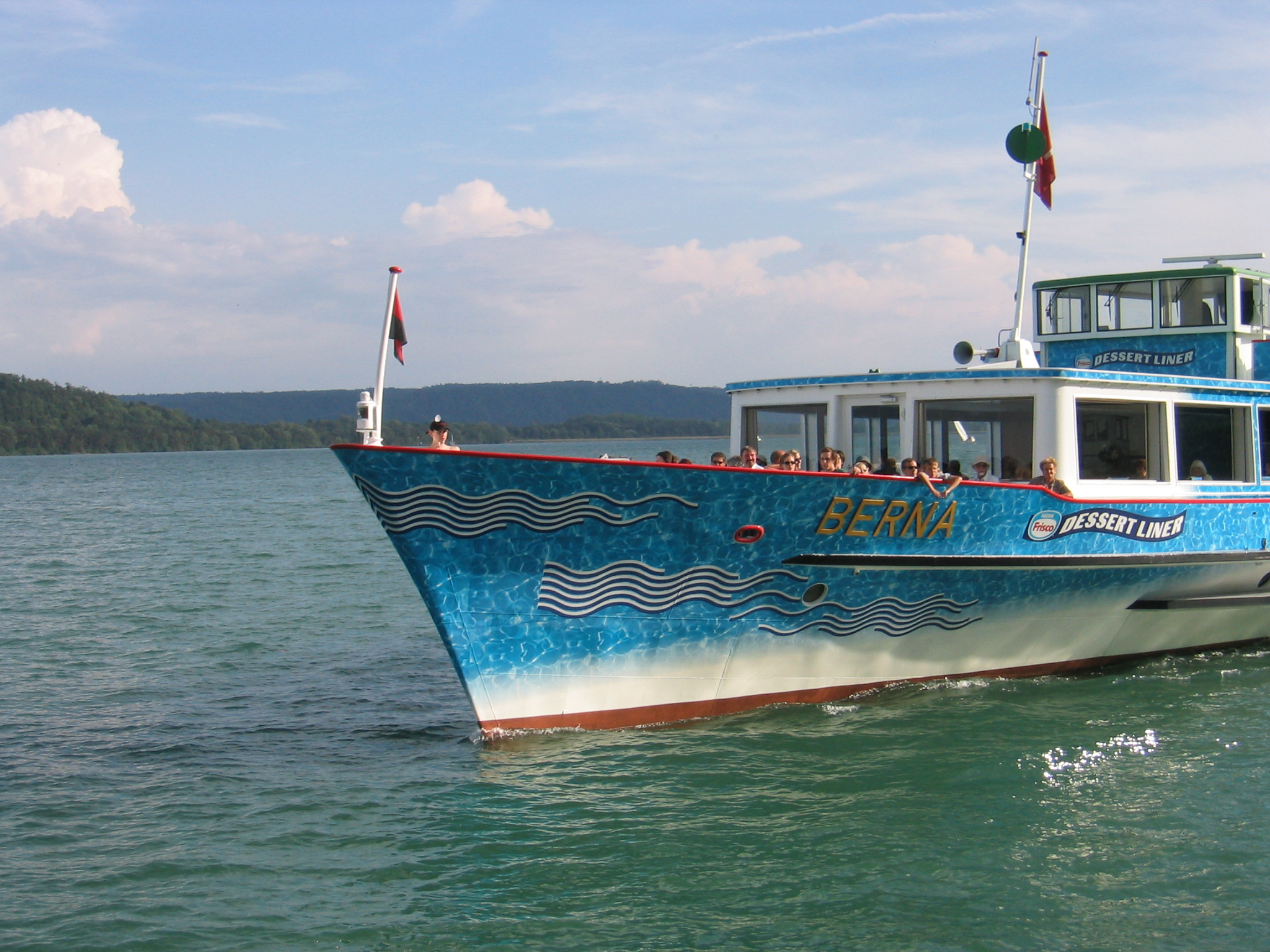
Transition entre une partie de la coque « en formes » (à l'avant) et un double bouchain (à l'arrière).

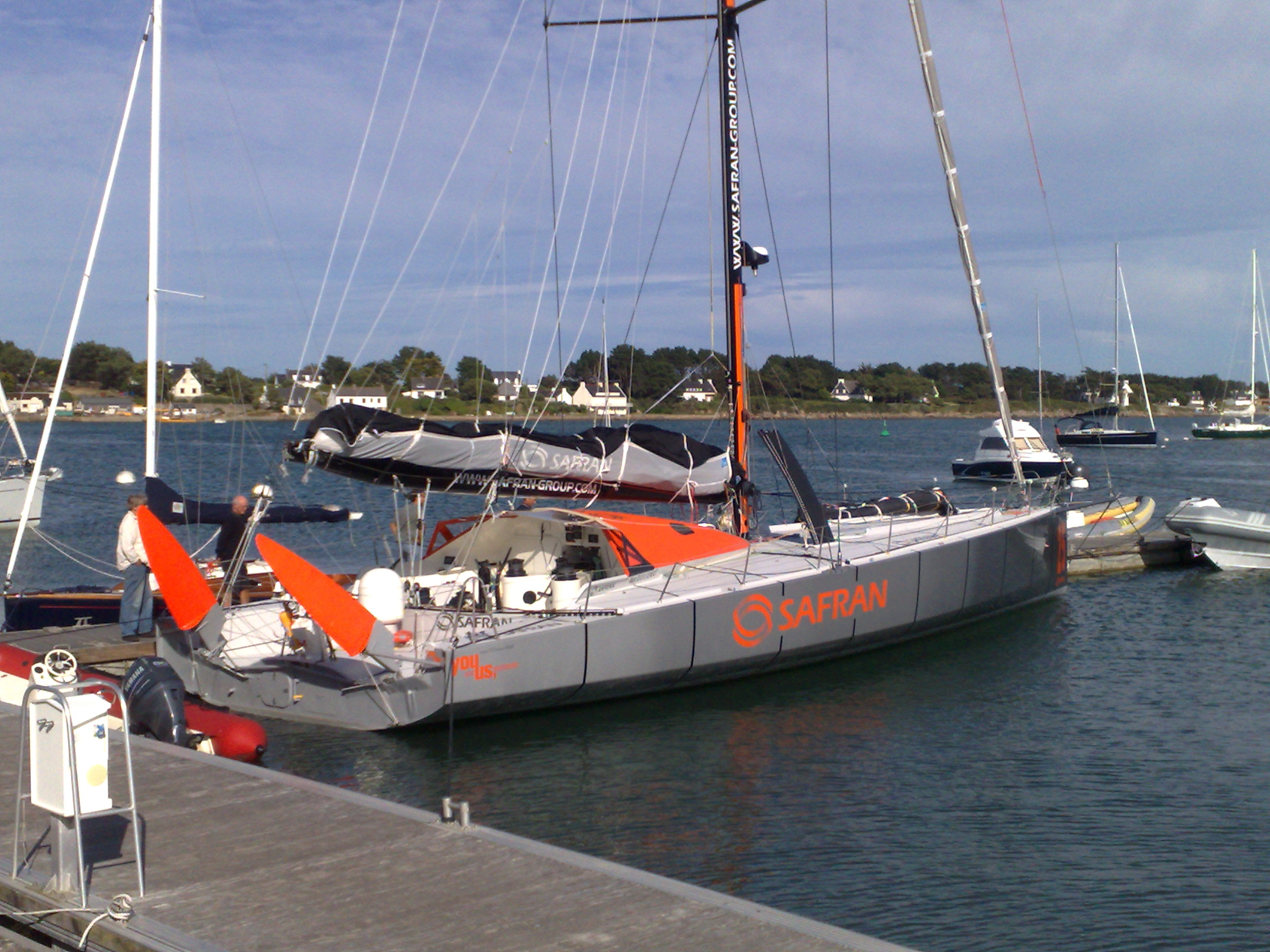
La coque à bouchain vif du 60 pieds IMOCA Safran.

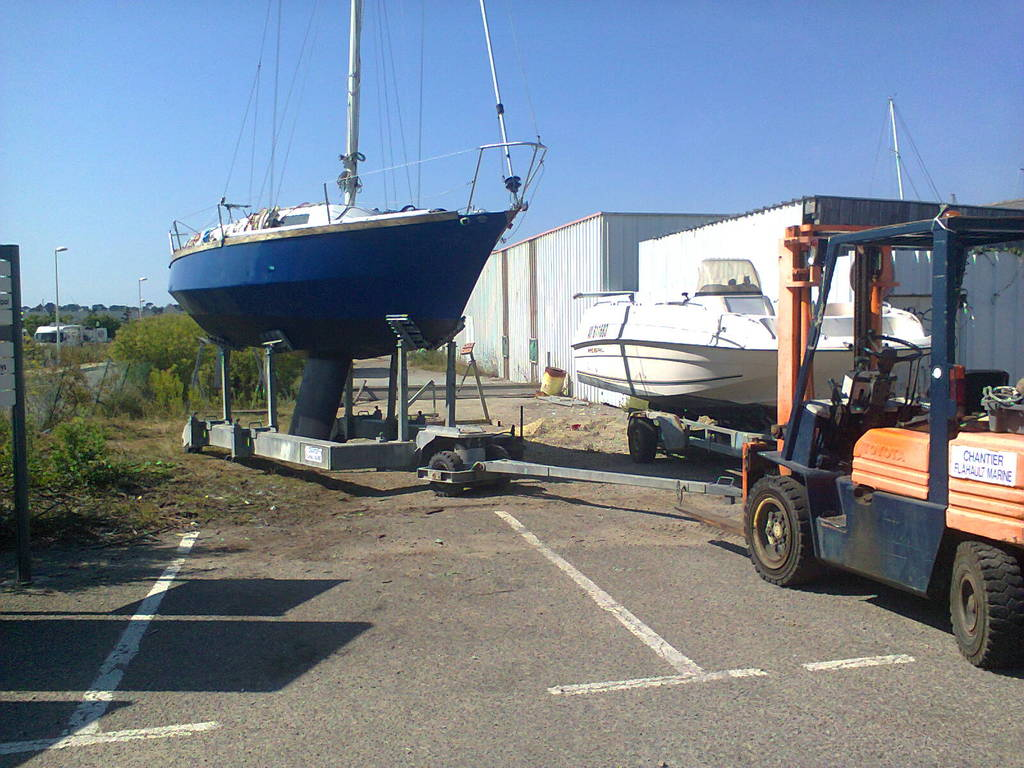
Le bouchain prononcé du Sing-Sing.

Le bouchain est une partie du bordé d'un bateau, représentant la zone intermédiaire entre les fonds et les murailles. 

## Description
Si le bouchain est arrondi, la coque est dite  « en forme » ; s'il est anguleux, la coque est dite « à bouchain vif ».
 Selon le nombre de ces angles, la coque est :
- à simple bouchain (à trois panneaux, comme le dériveur Vaurien ou à quatre panneaux comme le Corsaire et le Muscadet) ;
- à double bouchain (à cinq panneaux, comme le Cabernet, à six panneaux comme les Pen Duick II et III ou l'Armagnac et les dériveurs légers Ponant (France) ou Entreprise (Royaume-Uni) ;
- à triple bouchain (à sept ou huit panneaux).

La construction à bouchain vif a connu sa grande heure de gloire avec l'ère du contreplaqué et de la démocratisation de la plaisance dans les années 1950 et 60 (tous les voiliers cités ci-dessus, dessinés pour la plupart par Jean-Jacques Herbulot, Philippe Harlé (en France) ou Jack Holt et Ian Proctor (au Royaume-Uni) étaient initialement construits en feuilles de contreplaqué ployé sur une charpente minimale (formes dites développables). Les tentatives de passer à la construction en polyester traditionnelle (dite monolithique) n'ont pas toujours été couronnées de succès, en particulier pour les bateaux à fond plat, comme le Vaurien ou l'Optimist.
Par la suite une évolution des matériaux composites, le sandwich polyester, (deux épaisseurs de composite verre+résine enserrant une âme en mousse synthétique type « airex » ou équivalent), rigidifié par l'effet de poutre, a remis à l'honneur la construction à bouchain vif et permis de remettre au goût du jour les séries de voiliers initialement dessinés pour le contreplaqué.